# تراموا گدانسک
تراموا گدانسک (انگلیسی: Trams in Gdańsk) سیستم تراموا در شهر گدانسک، لهستان است.
این تراموا که در سال ۱۸۷۳ تأسیس شده دارای ۱۱ خط، ۲۱۱ ایستگاه و ۵۸٫۱ کیلومتر طول می‌باشد.

## نگارخانه

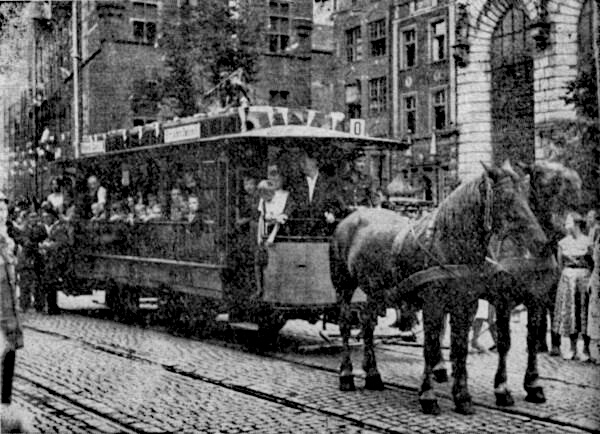
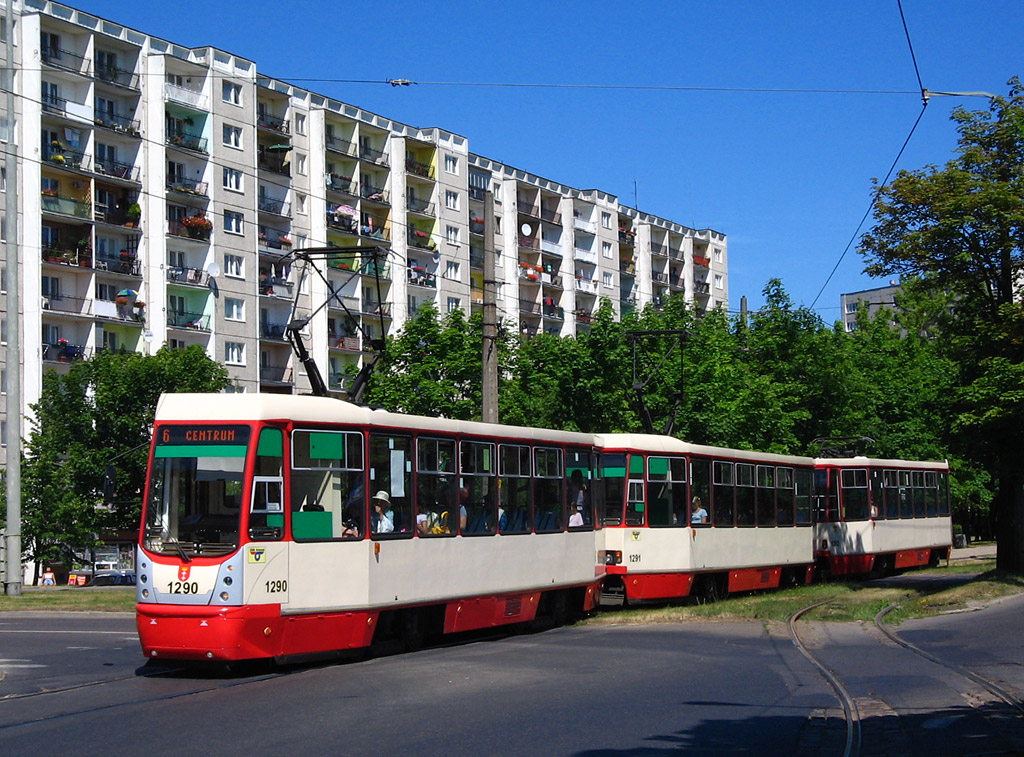
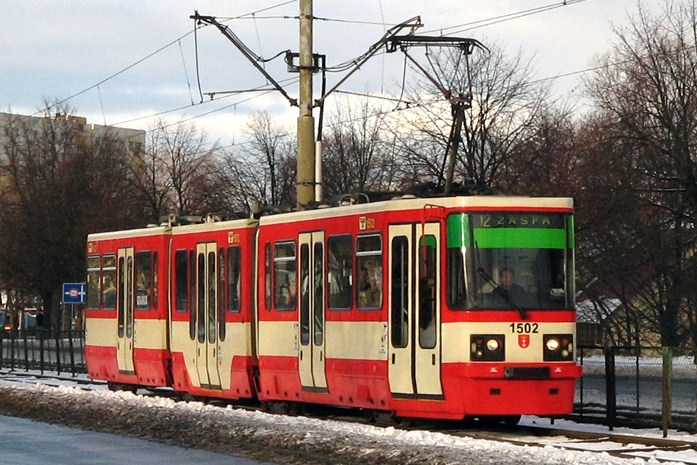
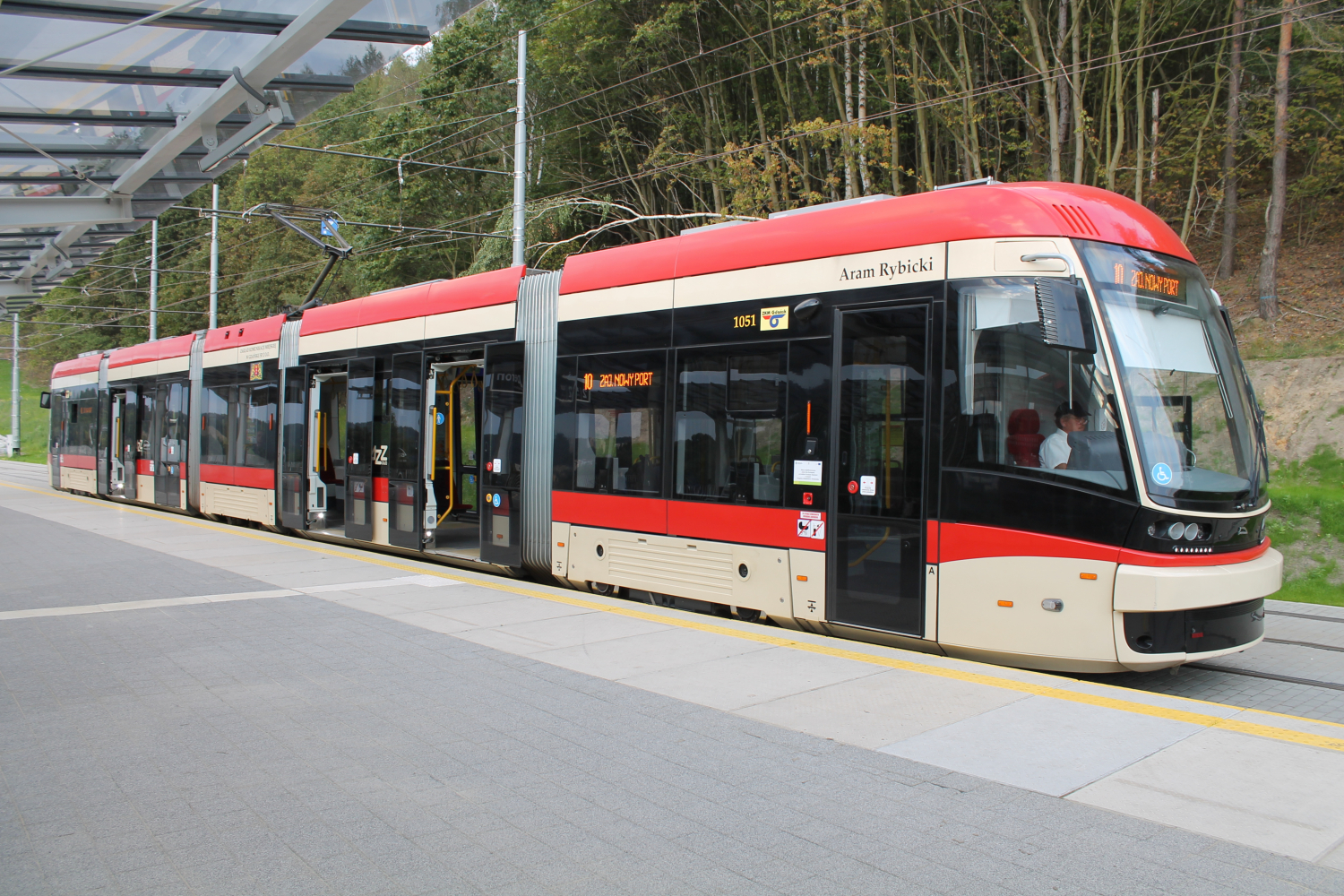